# Palms (métro de Los Angeles)
Pour les articles homonymes, voir Palms.
Palms est une station du métro de Los Angeles desservie par les rames de la ligne E et située dans le quartier Palms à Los Angeles en Californie.

## Situation sur le réseau
Station aérienne du métro de Los Angeles, Palms se situe sur la ligne E à l'intersection de National Boulevard et de Palms Boulevard dans le quartier Palms à l'ouest de Downtown Los Angeles.

## Histoire
En service de 1875 à 1953 en tant que gare des réseaux de chemin de fer Los Angeles and Independance et Pacific Electric, la station Palms est remise en service le 20 mai 2016, lors de l'inauguration des sept stations de la phase 2 des travaux de construction de la ligne E. Auparavant, la station était nommée Bay View puis The Palms.

## Services aux voyageurs

### Accès et accueil

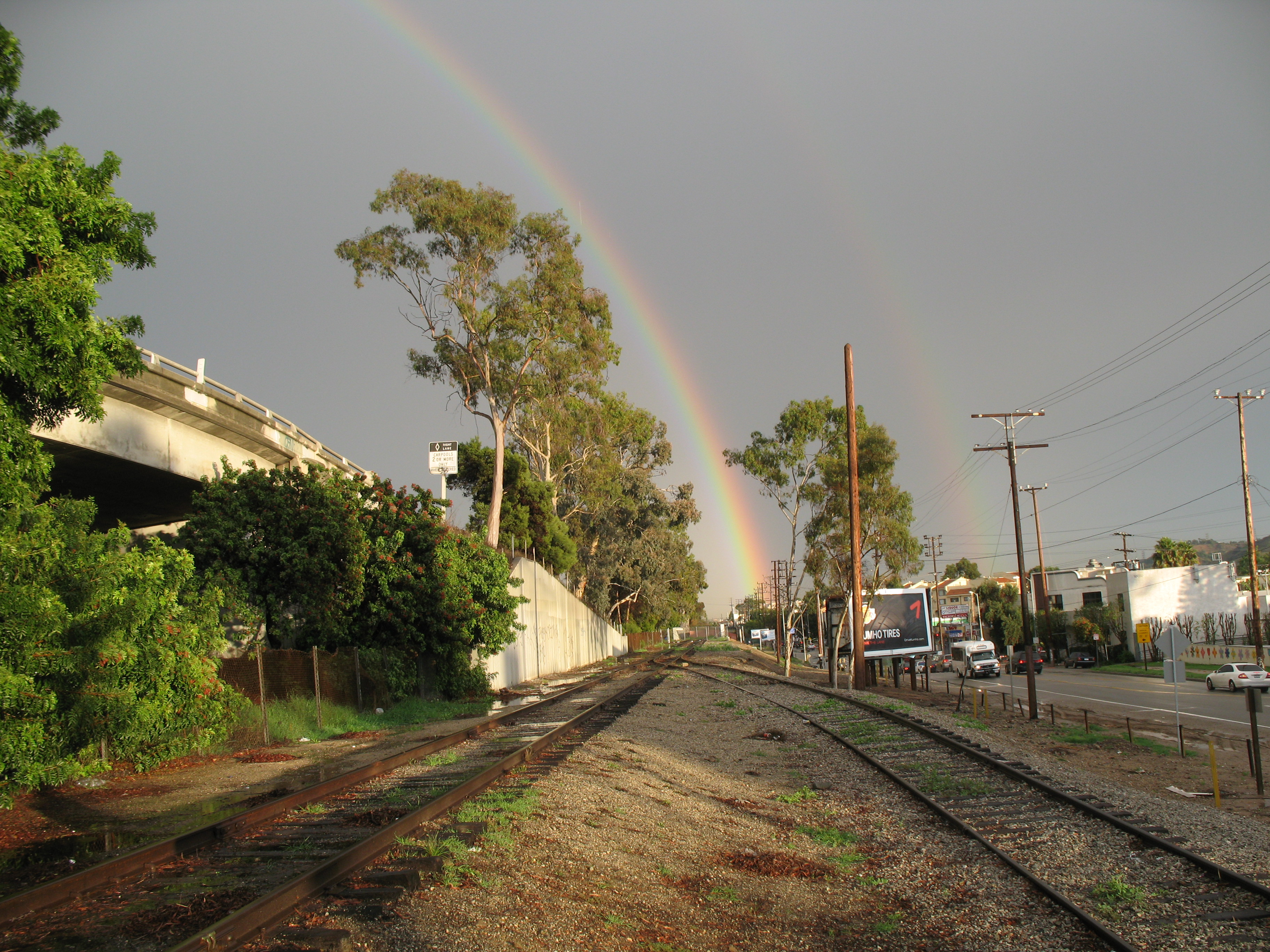
Les rails avant construction de la nouvelle station.
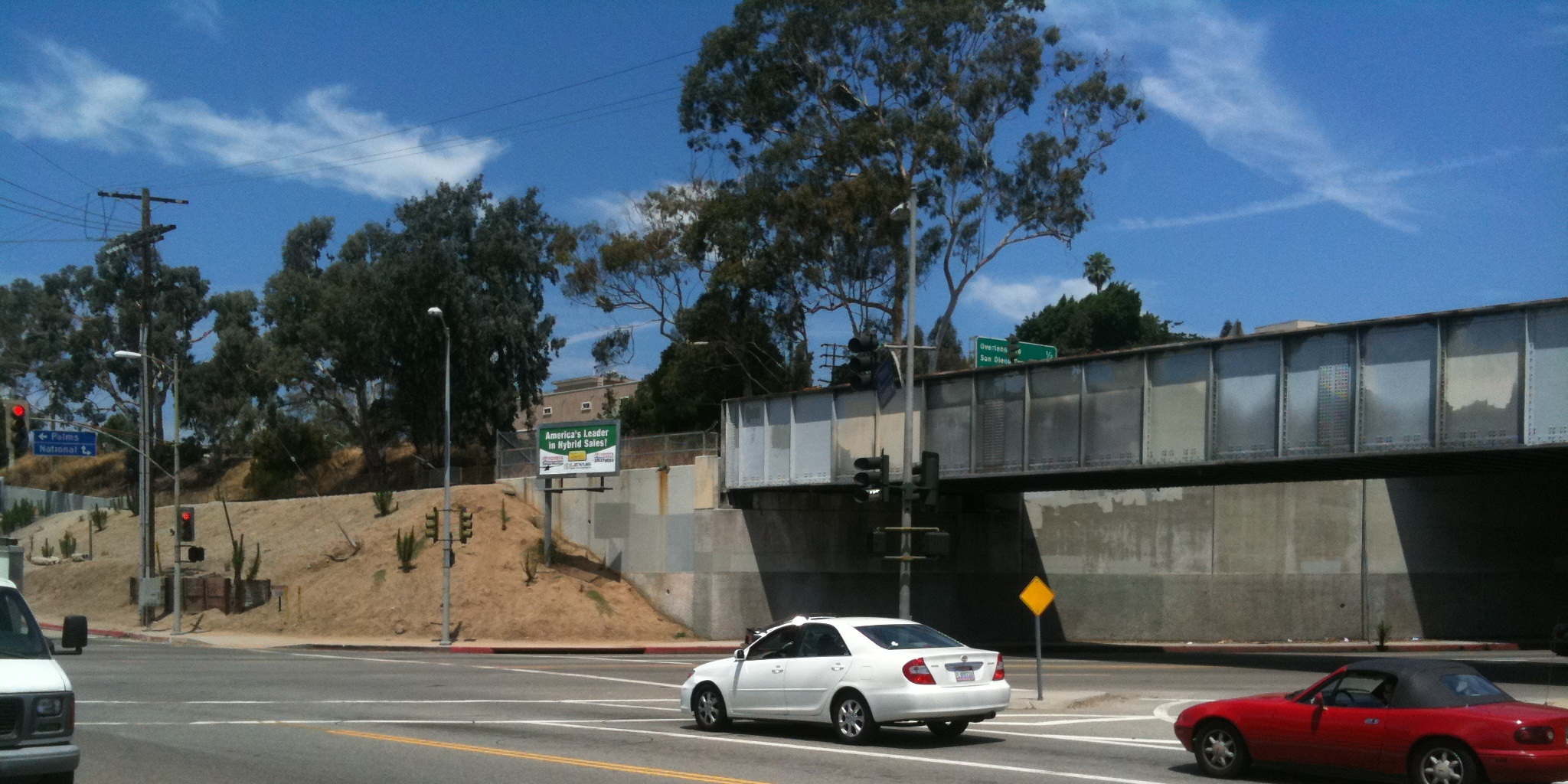
Emplacement de la station Palms.

### Desserte
Palms est desservie par les rames de la ligne E du métro.

### Intermodalité
La station est desservie par les lignes d'autobus 5 et 17 de Big Blue Bus (en).

## Art dans la station
Une œuvre de l'artiste Shizu Saldamando, nommée Artist Educators orne la station, celle-ci constitue des représentations de personnes et de la nature faites de céramique et de papier washi,.